# Tempirai
Tempirai is een bestuurslaag in het regentschap Muara Enim van de provincie Zuid-Sumatra, Indonesië. Tempirai telt 2423 inwoners (volkstelling 2010).